# Franz Beyer (général)
Pour les articles homonymes, voir Franz Beyer et Beyer.
Dr jur. Franz Beyer (né le 27 mai 1892 à Bautzen et mort le 15 octobre 1968 à Bad Wiessee) est un General der Artillerie allemand au sein de la Heer dans la Wehrmacht au cours de la Seconde Guerre mondiale.
Il a été récipiendaire de la croix de chevalier de la croix de fer. Cette décoration est attribuée pour récompenser un acte d'une extrême bravoure sur le champ de bataille ou un commandement militaire accompli avec succès.

## Biographie
Franz Beyer est capturé le 29 mars 1945 lors de la Bataille de Francfort et est libéré en 1947.
En 1956, il est le cofondateur du journal politique Blätter für deutsche und internationale Politik (articles sur les hommes politiques allemands et internationaux).

## Décorations
- Croix de fer (1914)
  - 2e classe (10 octobre 1915)
  - 1re classe (16 juin 1918)
- Insigne des blessés (1914)
  - en noir
- Croix d'honneur (1er novembre 1934)
- Agrafe de la Croix de fer (1939)
  - 2e classe (13 septembre 1939)
  - 1re classe (1er octobre 1939)
- Médaille du Front de l'Est
- Insigne de combat d'infanterie
- Croix de chevalier de la croix de fer
  - Croix de chevalier le 12 septembre 1941 en tant que Oberst et commandant du Infanterie-Regiment 131[1]

## Sources
Notes
1. ↑  En Allemagne, un doctorat en loi est abrégé comme Dr iur. (Doctor iuris) ou Dr jur. (Doctor juris).

Références
1. ↑  Fellgiebel 2000, p. 112.

Source
- (en) Cet article est partiellement ou en totalité issu de l’article de Wikipédia en anglais intitulé « Franz Beyer (general) » (voir la liste des auteurs).

Bibliographie
- (de) Fellgiebel, Walther-Peer (2000) Die Träger des Ritterkreuzes des Eisernen Kreuzes 1939-1945, Friedburg, Allemagne : Podzun-Pallas.  (ISBN 3-7909-0284-5)
- Scherzer, Veit (2007). Ritterkreuzträger 1939–1945 Die Inhaber des Ritterkreuzes des Eisernen Kreuzes 1939 von Heer, Luftwaffe, Kriegsmarine, Waffen-SS, Volkssturm sowie mit Deutschland verbündeter Streitkräfte nach den Unterlagen des Bundesarchives. Jena, Allemagne: Scherzers Miltaer-Verlag.  (ISBN 978-3-938845-17-2).
- Blätter für Deutsche und internationale Politik, 12/2006, p. 1462

Liens externes
- (en) Franz Beyer sur TracesOfWar.com
- (de) Franz Beyer sur Lexikon der Wehrmacht
- (de) Franz Beyer sur Ritterkreuztraeger 1939-1945